# Bob Kakaha
Robert Kakaha (Los Ángeles, 5 de marzo de 1970) (conocido también como Bob Zilla) es un bajista estadounidense, líder de la agrupación Hush Money. Además ha integrado la banda Damageplan y el supergrupo Hellyeah.

## Carrera
Robert Kakaha, nacido el 5 de marzo de 1970, conoció a los hermanos "Dimebag" Darrell Abbott y Vinnie Paul Abbott, músicos que se convertirían en los fundadores de la popular banda de groove metal Pantera, en una tienda de tatuajes. Actualmente reside en Dallas, Texas donde toca con la banda de rap rock Hellafied Funk Crew.

### Damageplan
En 2003 los hermanos Abbott formaron la banda Damageplan, tras la disolución de Pantera. Kakaha tocaba el bajo y el guitarrista ex-Halford, Patrick Lachman, se encargó de aportar la voz en el proyecto. Damageplan grabó solamente un álbum de estudio, New Found Power, publicado en febrero de 2004. El 8 de diciembre de 2004, Dimebag Darrell fue asesinado en el escenario mientras Damageplan daba un recital en Ohio. Tras su muerte, la banda se separó.

### Hellyeah
Kakaha se unió al supergrupo Hellyeah tras la salida de Jerry Montano por comportamiento violento. Kakaha fue convocado para tocar el bajo con la agrupación en una gira en 2007. El 13 de febrero de 2014 se anunció que Kakaha abandonaba el grupo.

### Hush Money
En enero de 2015 Kakaha se unió a la agrupación Hush Money, una banda de hard rock originaria de Dallas, Texas.

## Discografía

### Damageplan
- New Found Power (2004)

### Hellyeah
- Stampede (2010)
- Band of Brothers (2012)